# Габріель Боденер

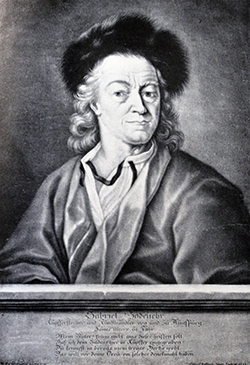

 Габріель Боденер (нім. Gabriel Bodenehr; 1664  —1758  — німецький картограф, гравер та видавець. Автор «Atlas Curieux» (1704 р.).

## Родина
Його батько Йоганн Георг Боденер (Johann Georg Bodenehr; 1631–1704) був гравер і видавець;  його брати Моріц (Moritz; 1665–1749)  та  Георг Конрад (Georg Conrad; 1673–1710),  а також і його син Габріель Боденер Молодший (Gabriel Bodenehr der Jüngere; 1705–1792) теж були гравери.

## Карти України

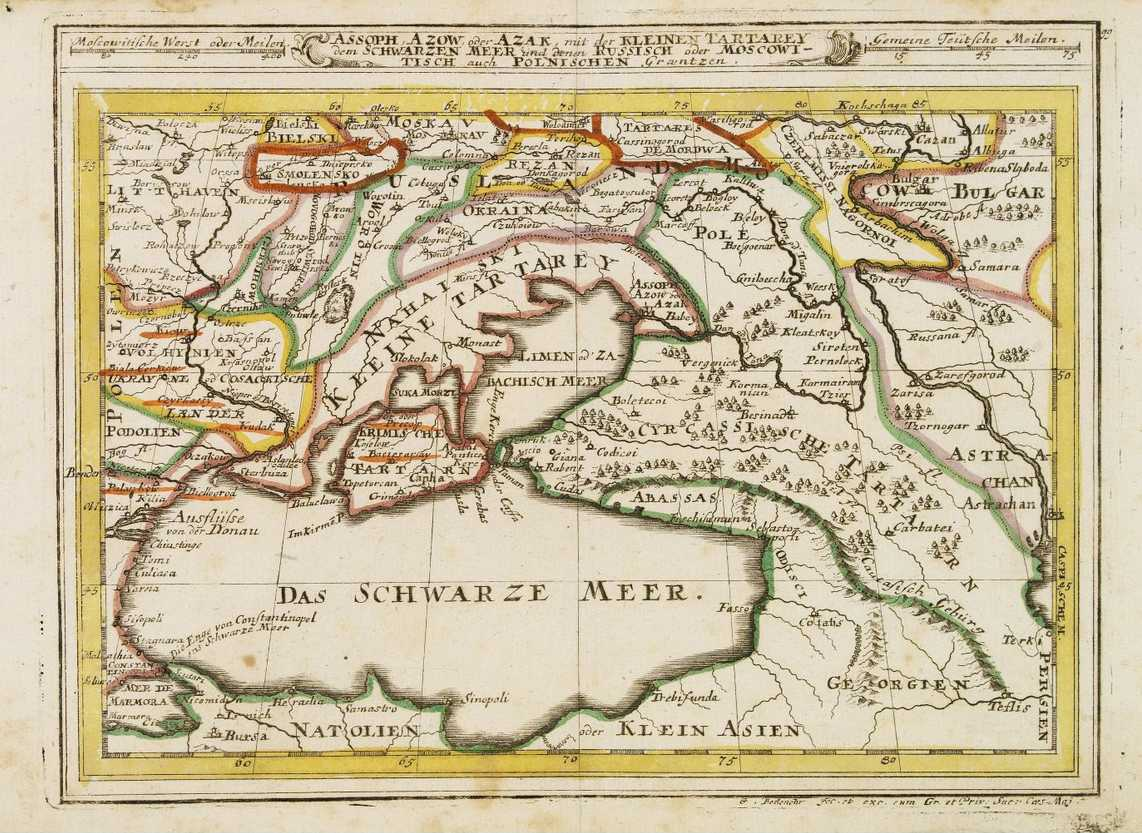
Assoph, Azow oder Azak, mit der Kleinen Tartarey, dem Schwarzen Meer ...

1702р. З Георгом Кухненом (Georg Kuhnen) в Ульмі видали атлас “Neu-außgefertigter Atlas”. В атласі поміщено карту “LXXVI: Pohlen theilet sich ...”.  Правобережна Україна на карті позначена як UKRAINE..
В атласі, що вийшов друком в Аугзбурзі у  1716 р., поміщено карти   Габріеля Боденера, які містять інформацію про територію України. Атлас складається з 99 карт та 3 таблиць. Більшість карт розфарбовані вручну. Тут поміщені карти світу, півкуль, гідрографічні карти, карти материків. Багато карт з декоративним картушем. Деякі карти латинською мовою.. 

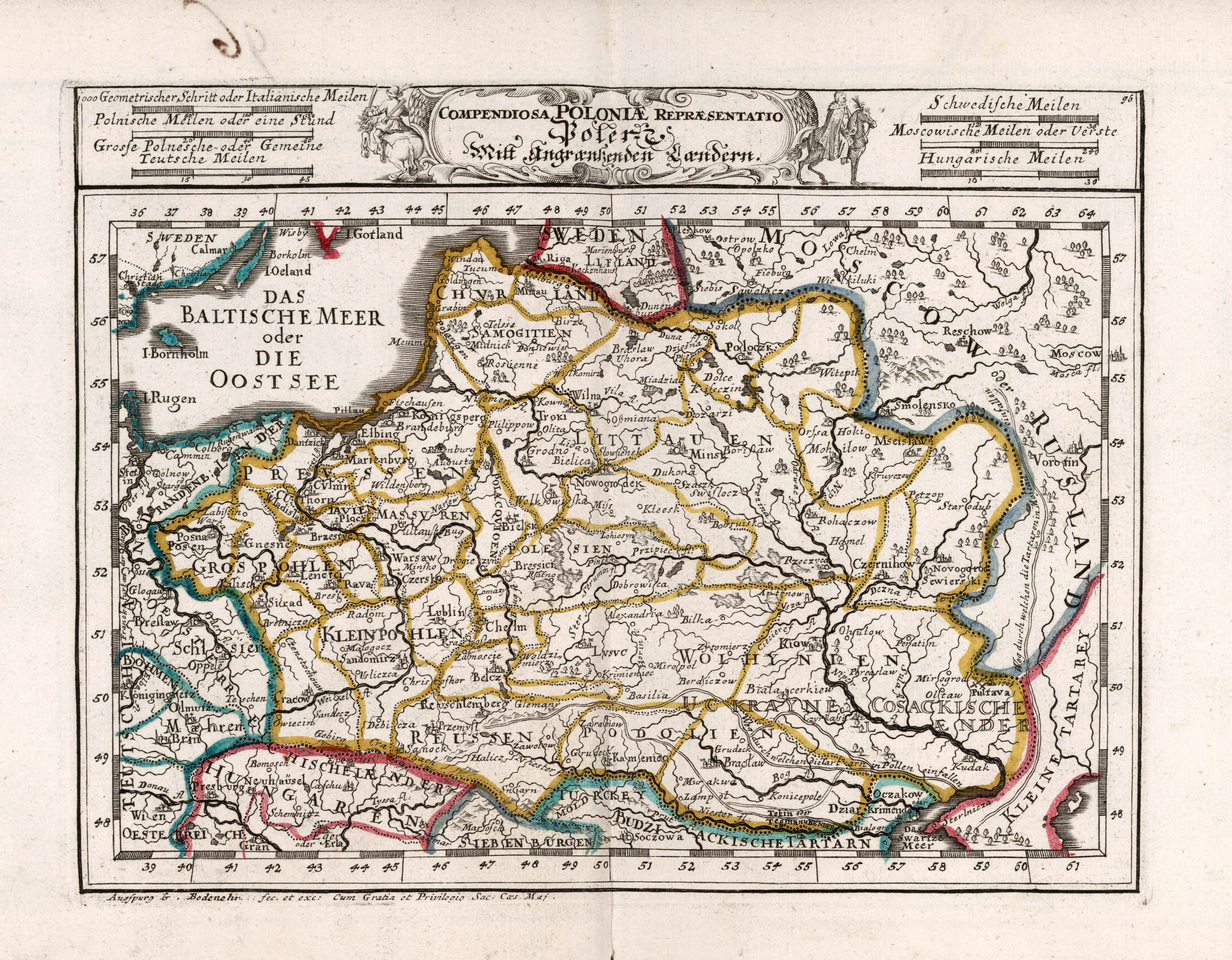
Compendiosa Poloniae Repraesentatio Polen

Карта «Assoph, Azow oder Azak, mit der Kleinen Tartarey, dem Schwarzen Meer ...». Масштаб 1:12 000 000.  Правобережжя і Лівобережжя з Києвом позначені як «UKRAYNE COSACKISCHE LANDER» (Україна козацька земля). Назва «OKRAJNA» (Окраіна) вжито стосовно Наддоння. Назва "UKRAYNE" накладається на назву "VOLHYNIEN" (Волинь).
Карта «Compendiosa Poloniae Repraesentatio Polen». Як і на попередній карті Надніпров’я (Правобережне  і Лівобережне) позначене як «UKRAYNE COSACKISCHE LANDER» (Україна козацька земля).
Карта «Die Gegend Zwischen Pultava und Bender Mitt Angraenzenden Polnisch ...». Лівобережна та Правобережна Україна позначена як «UKRAINE COSACKISCHE LANDER» (Україна козацька земля). Волинь "VOLHYNIEN" позначена на Лівобережжі. Назва «Україна» на цій карті пишеться з буквою «I», а не «Y» як у двох попередніх.